# Still D.R.E.
Still D.R.E. és una cançó de Dr. Dre, llançada com el primer senzill del seu àlbum multi-platí,   2001 . Aquesta cançó compta amb la col·laboració de Snoop Dogg.

## Vídeo musical
El video musical, dirigit per Hype Williams, es compon principalment de Snoop Dogg i Dr. Dre mentre condueixen cotxes "lowrider". Compta amb un cameo de Eminem, perseguint un grup de noies en una platja, a la part del vers de Dre,  "mantinc l'oïda al carrer, he signat a Eminem, és triple platí, fent 50 a la setmana " .

## Recepció
El senzill va ser popular, ajudant a assolir l'àlbum multi-platí, anunciant a Dre amb un retorn triomfal a l'avantguarda de l'escena hip hop. "Still D.R.E." debutar en el número 93 en l'Billboard Hot 100 i va caure de les llistes d'èxits poc després. Va tenir més èxit al Regne Unit, on va aconseguir el lloc número 6.

### Charts
| Chart (2000) | Posició | - | Hot R & B / Hip-Hop Singles & Tracks | 32 | - | Hot Rap Singles | 11 | - | Rhythmic Top 40 | 29 | - | Billboard Hot 100 | 93 | - | UK Singles Chart | 6 |

## Curiositats
- El color del vinil del senzill de "Still D.R.E." és d'un verd transparent.
- Crooked I ha usat el ritme de "Still D.R.E." per la seva cançó "Gunz R Us", que apareix a la seva mixtape,  The Young Boss .
- Nipsey Hussle va fer la seva pròpia versió d'aquesta cançó anomenada "Still Dre" el 2010.
- A la pel·lícula   Dia De Entrenament , "Still D.R.E." es va tocar en l'escena en la qual Alonzo i Jake es marxen al Chevrolet Monte Carlo de Alonzo.
- Cage parodio "Still D.R.E.", en una cançó per Eminem quan van tenir un plet. El nom de la cançó va ser "Still C.A.G.E.".